# Бустаманте Белаунде, Альберто
Альберто Бустаманте Белаунде (12 сентября 1950, Арекипа, Перу — 7 февраля 2008, Лима, Перу) — перуанский политический деятель, премьер-министр Перу в 1999—2000 годах.

## Биография
В 1973 году окончил юридический факультет католического Университета Перу, проходил стажировку в Университете Висконсина (США).
В 1972—1977 годах — сотрудник [кто?] Латино-Американского Центра Менеджмента в Сфере Развития (DESCO),
в 1984—1993 годах — директор Институтом свободы и демократии (ILD). Одновременно преподавал конституционное и административное право в католическом Университете Перу и в Перуанском Университете прикладных наук.
В 1991—1993 годах выступал консультантом перуанского правительства по административным и правовым вопросам.
В 1999—2000 годах — премьер-министр Перу.
В последние годы — советник комиссии по международным делам перуанского Конгресса.